# 지존무상
《지존무상》(至尊無上, Casino Raiders, 카지노 레이더스)은 홍콩에서 제작된 향화승 감독의 1989년 액션 영화이다. 유덕화 등이 주연으로 출연하였고 장국충 등이 제작에 참여하였다.
속편으로 지존계상, 지존무상 2 - 영패천하가 있다.

## 출연

### 주연
- 유덕화
- 알란 탐
- 진옥련
- 관지림

### 조연
- 마크 아놀드
- 장민
- 용방
- 진옥련
- 향화강
- 황지강
- 고웅

## 기타
- 무술감독: 전월생
- 무술감독: 천후이이
- 무술감독: 이경주